# Grande Prêmio da Bélgica de 1978
Resultados do Grande Prêmio da Bélgica de Fórmula 1 realizado em Zolder em 21 de maio de 1978. Sexta etapa da temporada, teve como vencedor o norte-americano Mario Andretti, que subiu ao pódio junto a Ronnie Peterson numa dobradinha da Lotus-Ford, com Carlos Reutemann em terceiro pela Ferrari.

## Classificação da prova
| Pos. | Nº | Piloto                | Construtor         | Voltas | Tempo/Diferença | Grid | Pontos |
| ---- | -- | --------------------- | ------------------ | ------ | --------------- | ---- | ------ |
| 1    | 5  | Mario Andretti        | Lotus-Ford         | 70     | 1:39:52.02      | 1    | 9      |
| 2    | 6  | Ronnie Peterson       | Lotus-Ford         | 70     | + 9.90          | 7    | 6      |
| 3    | 11 | Carlos Reutemann      | Ferrari            | 70     | + 24.34         | 2    | 4      |
| 4    | 12 | Gilles Villeneuve     | Ferrari            | 70     | + 47.04         | 4    | 3      |
| 5    | 26 | Jacques Laffite       | Ligier-Matra       | 69     | Acidente        | 14   | 2      |
| 6    | 3  | Didier Pironi         | Tyrrell-Ford       | 69     | + 1 volta       | 23   | 1      |
| 7    | 30 | Brett Lunger          | McLaren-Ford       | 69     | + 1 volta       | 24   |        |
| 8    | 33 | Bruno Giacomelli      | McLaren-Ford       | 69     | + 1 volta       | 21   |        |
| 9    | 31 | René Arnoux           | Martini-Ford       | 68     | + 2 voltas      | 19   |        |
| 10   | 27 | Alan Jones            | Williams-Ford      | 68     | + 2 voltas      | 11   |        |
| 11   | 9  | Jochen Mass           | ATS-Ford           | 68     | + 2 voltas      | 16   |        |
| 12   | 22 | Jacky Ickx            | Ensign-Ford        | 64     | + 6 voltas      | 22   |        |
| 13   | 19 | Vittorio Brambilla    | Surtees-Ford       | 63     | Motor           | 12   |        |
| Ret  | 16 | Hans-Joachim Stuck    | Shadow-Ford        | 56     | Despiste        | 10   |        |
| NC   | 15 | Jean-Pierre Jabouille | Renault            | 56     | + 14 voltas     | 20   |        |
| Ret  | 20 | Jody Scheckter        | Wolf-Ford          | 53     | Despiste        | 5    |        |
| Ret  | 4  | Patrick Depailler     | Tyrrell-Ford       | 51     | Câmbio          | 13   |        |
| Ret  | 17 | Clay Regazzoni        | Shadow-Ford        | 40     | Transmissão     | 18   |        |
| Ret  | 35 | Riccardo Patrese      | Arrows-Ford        | 31     | Suspensão       | 8    |        |
| Ret  | 36 | Rolf Stommelen        | Arrows-Ford        | 26     | Despiste        | 17   |        |
| Ret  | 2  | John Watson           | Brabham-Alfa Romeo | 18     | Acidente        | 9    |        |
| Ret  | 1  | Niki Lauda            | Brabham-Alfa Romeo | 0      | Acidente        | 3    |        |
| Ret  | 7  | James Hunt            | McLaren-Ford       | 0      | Acidente        | 6    |        |
| Ret  | 14 | Emerson Fittipaldi    | Fittipaldi-Ford    | 0      | Acidente        | 15   |        |
| DNQ  | 18 | Rupert Keegan         | Surtees-Ford       |        |                 |      |        |
| DNQ  | 24 | Derek Daly            | Hesketh-Ford       |        |                 |      |        |
| DNQ  | 32 | Keke Rosberg          | Theodore-Ford      |        |                 |      |        |
| DNQ  | 10 | Alberto Colombo       | ATS-Ford           |        |                 |      |        |
| DNPQ | 25 | Hector Rebaque        | Lotus-Ford         |        |                 |      |        |
| DNPQ | 37 | Arturo Merzario       | Merzario-Ford      |        |                 |      |        |

## Tabela do campeonato após a corrida
| Pos. | Piloto            | Pontos |
| ---- | ----------------- | ------ |
| 1    | Mario Andretti    | 27     |
| 2    | Patrick Depailler | 23     |
| 3    | Carlos Reutemann  | 22     |
| 4    | Ronnie Peterson   | 20     |
| 5    | Niki Lauda        | 16     |

| Pos. | Construtor         | Pontos |
| ---- | ------------------ | ------ |
| 1    | Lotus-Ford         | 36     |
| 2    | Tyrrell-Ford       | 25     |
| 3    | Ferrari            | 22     |
| 4    | Brabham-Alfa Romeo | 20     |
| 5    | Fittipaldi-Ford    | 6      |

- Nota: Somente as primeiras cinco posições estão listadas. As dezesseis etapas de 1978 foram divididas em dois blocos de oito e neles cada piloto podia computar sete resultados válidos. Dentre os construtores era atribuída apenas a melhor pontuação de cada equipe por prova.